# Flaga stanowa Florydy

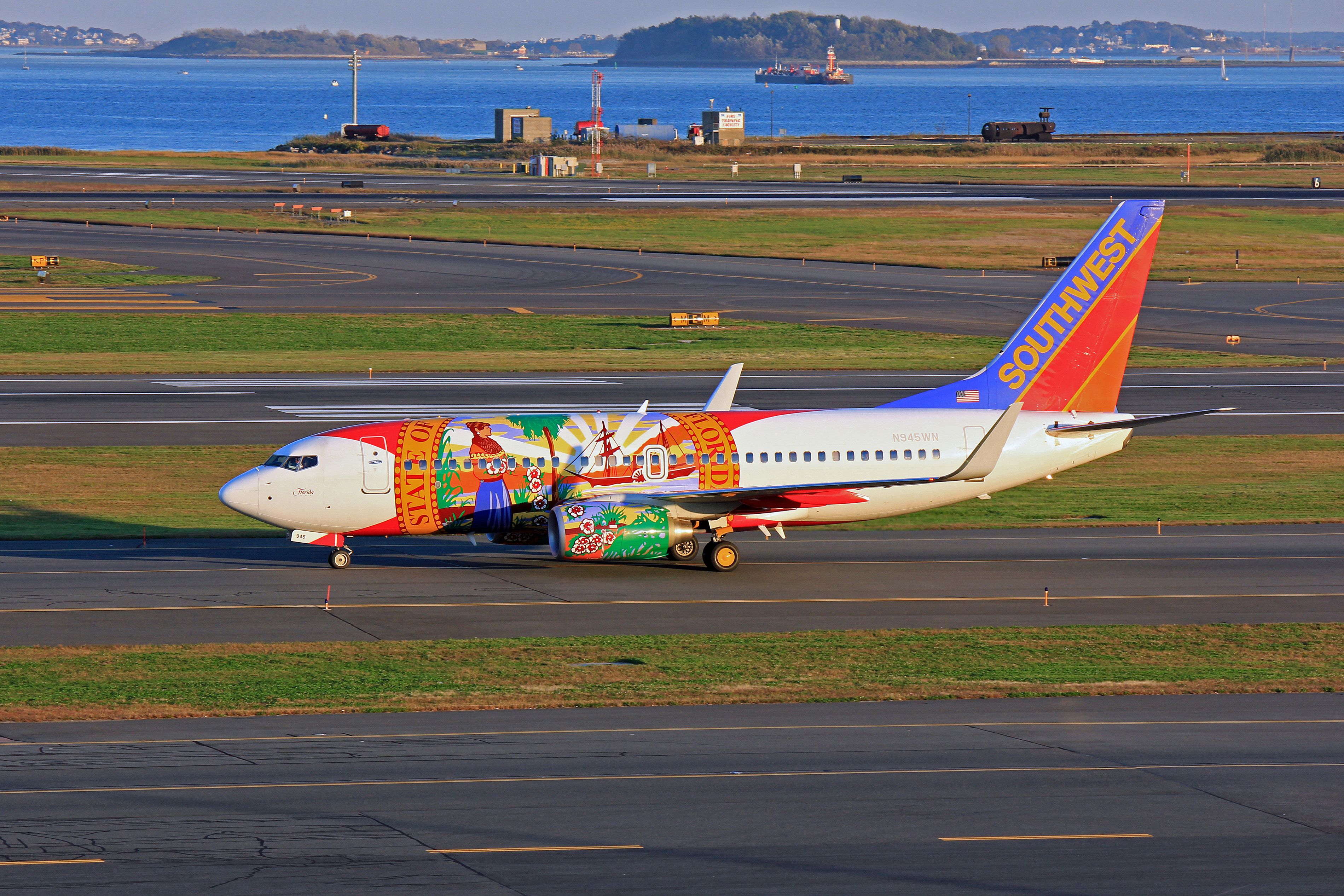
Boeing 737 linii Southwest Airlines w barwach flagi Florydy na Logan International Airport

Flaga stanowa Florydy – flaga stanowa przyjęta w 1900 na podstawie uchwały z 1899, jeden z symboli stanu Floryda. Flaga składa się z godła pieczęci stanowej na tle krzyża św. Andrzeja na białym tle.
Poprzednia wersja flagi, obowiązująca od 1868, nie zawierała krzyża św. Andrzeja, którego dodanie zaproponował w latach 90. XIX wieku gubernator Florydy Francis P. Fleming (obowiązująca wersja zbytnio przypominała białą flagę).
W sondażu przeprowadzonym w 2001 przez North American Vexillological Association, amerykańską organizacją weksylologiczną, flaga stanowa Florydy znalazła się na 34. miejscu wśród 72 flag stanów i terytoriów zależnych USA oraz prowincji Kanady, które oceniano w skali od 0 do 10.